# Crocus heuffelianus
Crocus heuffelianus är en irisväxtart som beskrevs av Herb.. Crocus heuffelianus ingår i släktet krokusar, och familjen irisväxter.

## Underarter
Arten delas in i följande underarter:
- C. h. heuffelianus
- C. h. scepusiensis

## Bildgalleri

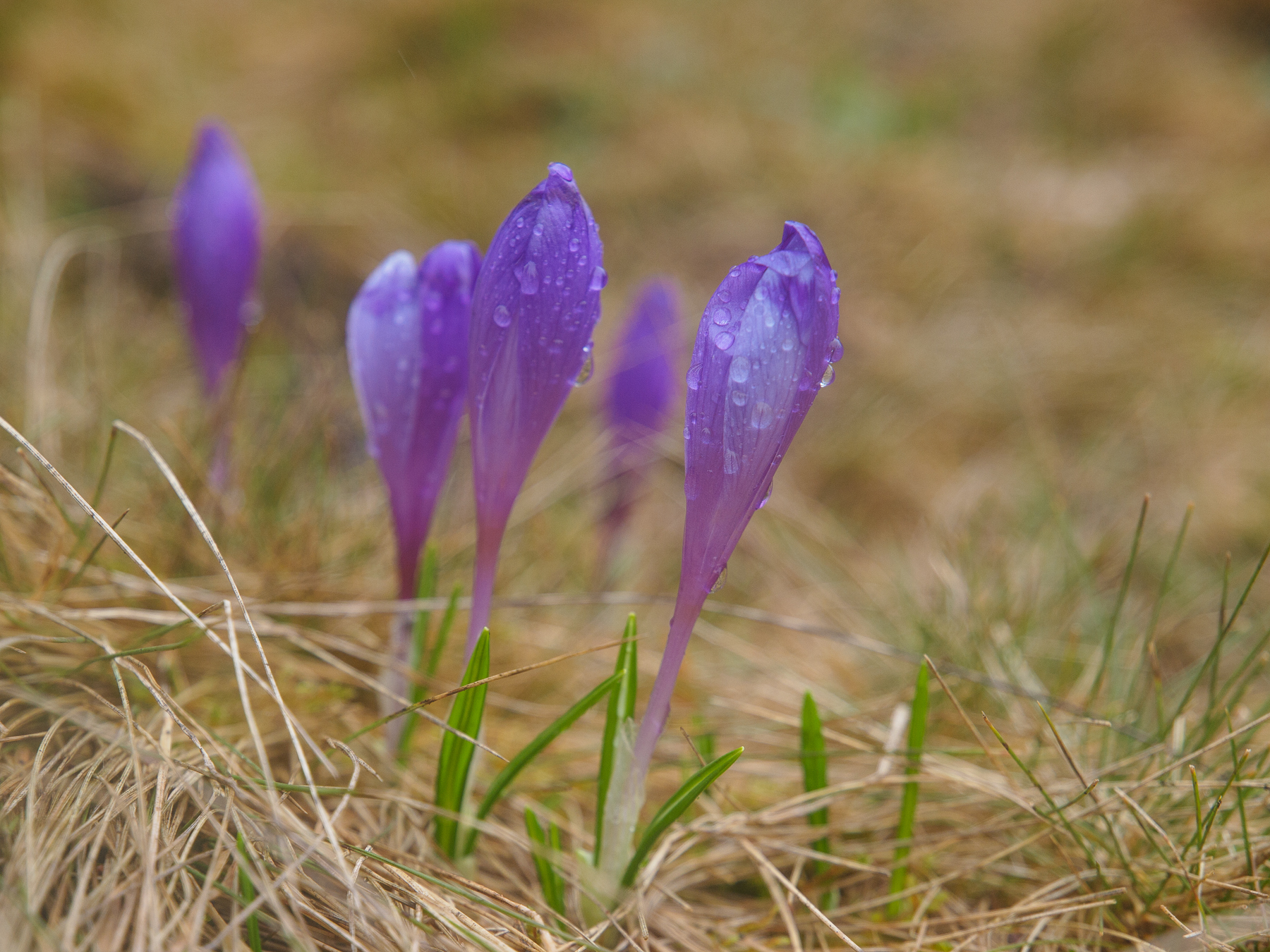
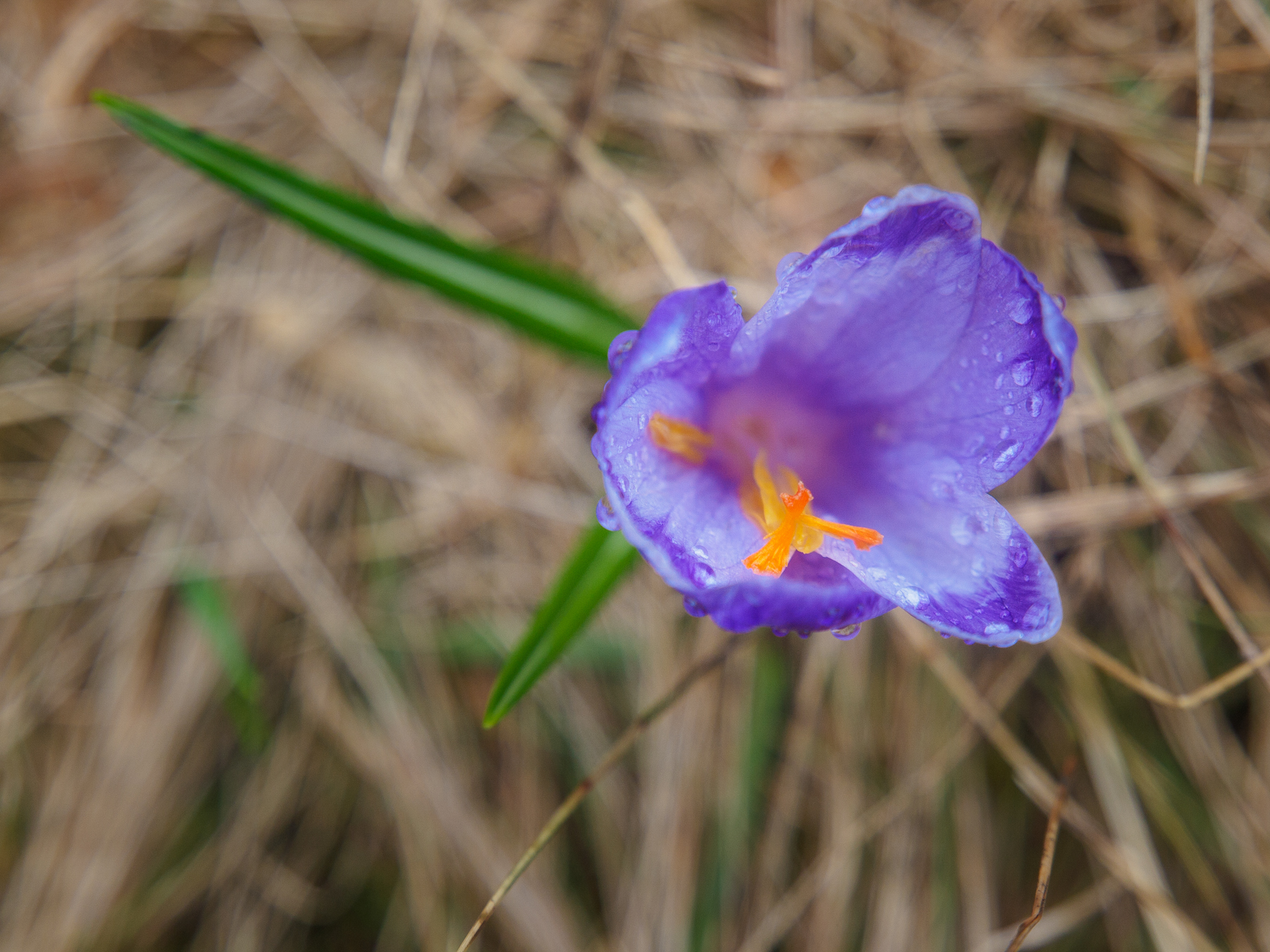
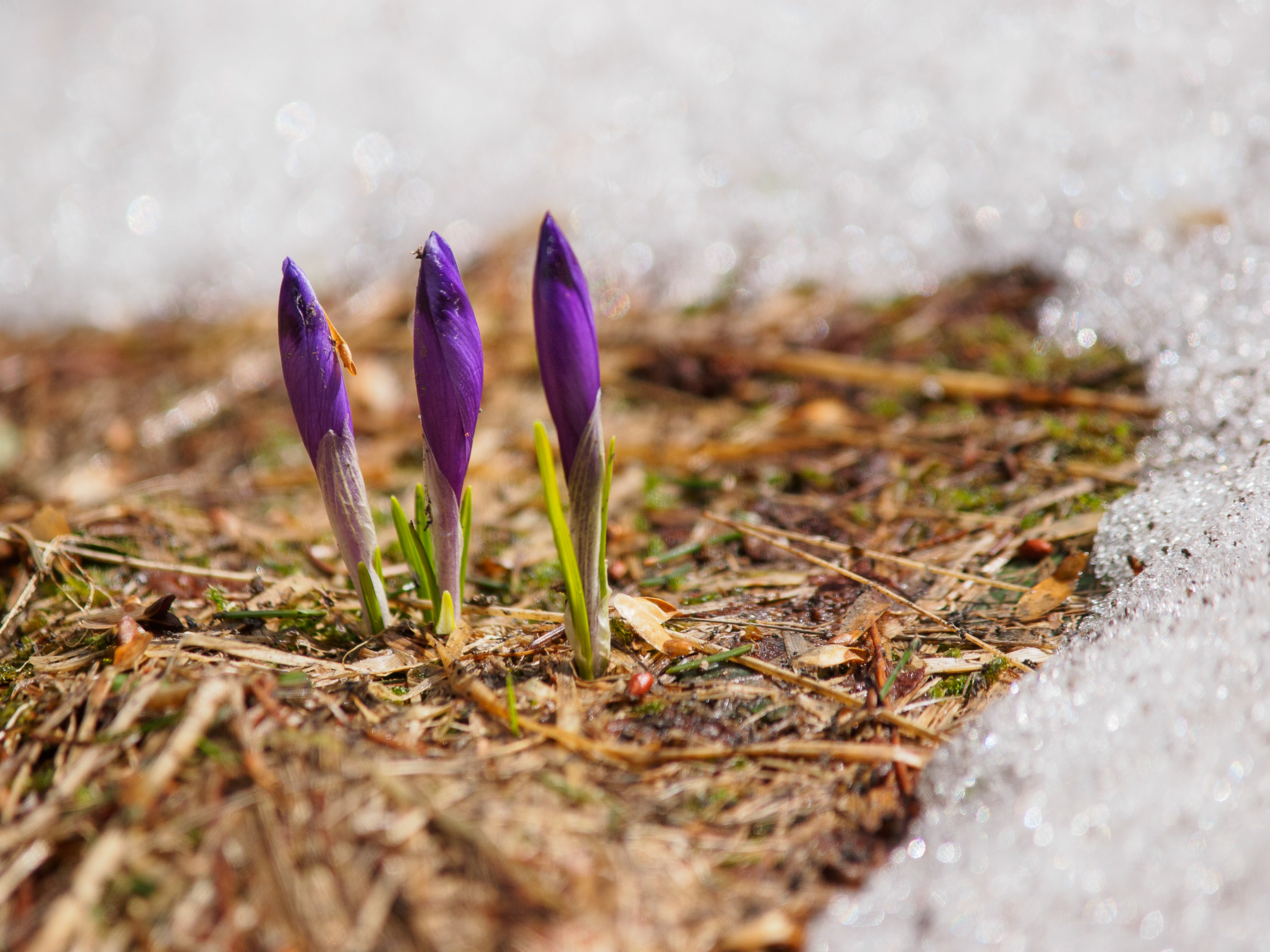
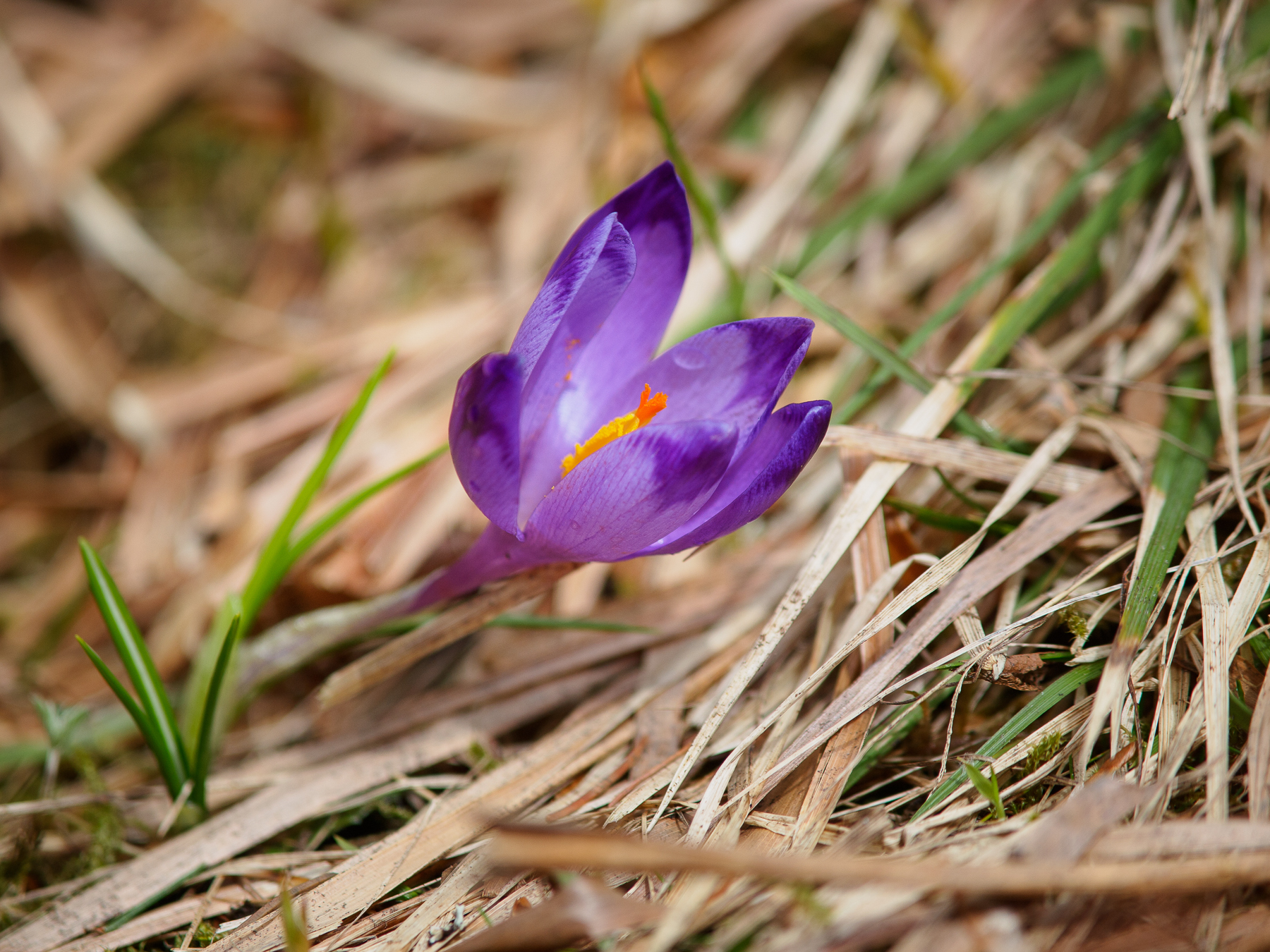
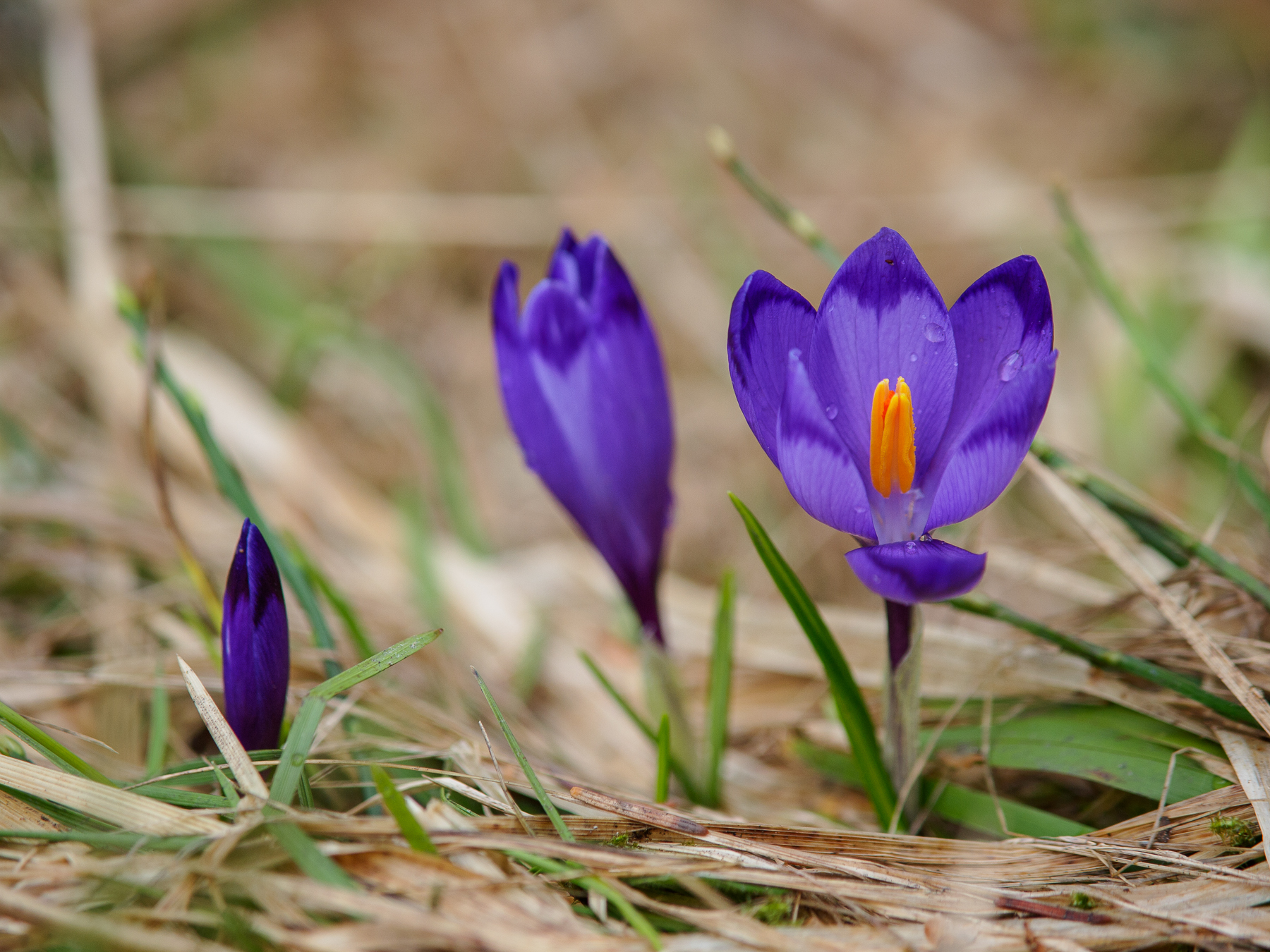